# Альоша Асанович
Альоша Асанович (на сърбохърватски: Aljoša Asanović) е хърватски футболист, роден на 14 декември 1965 г. в Сплит.
Играл е във френския отбор ФК Мец (1990 – 1991), АС Кан (1991 – 1992), Монпелие (1992 – 1994), Хайдук Сплит (1994 – 1995, 1996, 2001), Валядолид (1995), Дарби Каунти (1996 – 1997), Наполи (1998), Панатинайкос (1998 – 2000), Аустрия Виена (2000).